# Kieskring Brussel-Halle-Vilvoorde

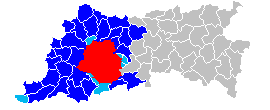
De voormalige kieskringen BHV (rood en blauw) en Leuven (grijs). BHV bestond uit de bestuurlijke arrondissementen Brussel-Hoofdstad (rood) en Halle-Vilvoorde (reguliere gemeentes in donkerblauw, faciliteitengemeentes in lichtblauw).

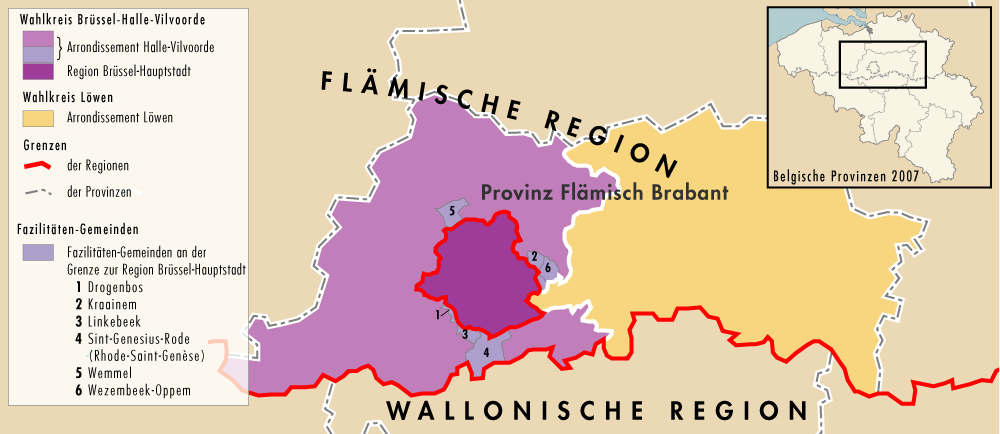
BHV (paars) en de taalgrenzen (rood).

Brussel-Halle-Vilvoorde (BHV) was een kieskring in België van 1963 tot 2012. Hij strekte zich uit over de bestuurlijke arrondissementen Brussel-Hoofdstad (samenvallend met het Brussels Hoofdstedelijk Gewest) en Halle-Vilvoorde (35 gemeentes van het Vlaams Gewest). Sinds de opheffing in 2012 vormt het Brusselse deel een eigen kieskring en hoort het Vlaamse deel bij de kieskring Vlaams-Brabant.
De splitsing van de kieskring was een communautaire kwestie die al meteen ontstond bij de oprichting ervan in 1963 ten gevolge van het vastleggen van de taalgrens. Toen in 2002 de kieskringen voor de federale parlementsverkiezingen bij wet gewijzigd werden van arrondissementele naar provinciale kieskringen kreeg het probleem na een arrest van het Arbitragehof ook een dwingend juridisch karakter dat de Belgische politiek zou beheersen tot 2012, toen er over de splitsing uiteindelijk een politiek akkoord werd bereikt. De splitsing was oorspronkelijk een Vlaamse eis ingegeven door de vrees dat de kieskring BHV zou bijdragen tot de verdere verfransing van de Vlaamse rand rond Brussel en het volgens hen voor de Vlaamse partijen nadelige effect op de zetelverdeling binnen deze kieskring. Na het invoeren van de provinciale kieskringen beriepen de Vlaamse partijen zich ook op het ongrondwettelijk karakter van de kieskring zodat een aanpassing niet langer uit kon blijven.
De kwestie sleepte zo lang aan doordat men niet tot een compromisoplossing kon komen tussen Nederlandstaligen en Franstaligen. Belangrijkste struikelblok hierbij was de door Franstalige politieke partijen vooropgestelde eis om de Franstaligen in de Vlaamse randgemeenten (faciliteitengemeenten en andere) alsnog de mogelijkheid te bieden om op Brusselse Franstalige kandidaten te kunnen blijven stemmen. In de uiteindelijke oplossing zou aan deze eis gedeeltelijk tegemoetgekomen worden.

## Gemeenten
De kieskring omvatte bij de oprichting in 1963, de 19 tweetalige gemeenten van het arrondissement Brussel-Hoofdstad wat in 1971 officieel de Brusselse Agglomeratie zou worden en vanaf 1989 het Brussels Hoofdstedelijk Gewest en de Nederlandstalige gemeenten van het arrondissement Halle-Vilvoorde in de westelijke helft van de toenmalige provincie Brabant (vanaf 1995 provincie Vlaams-Brabant). De 35 Vlaamse gemeenten van het arrondissement Halle Vilvoorde zijn verdeeld over zes kieskantons, de 19 Brusselse gemeenten over 8 kieskantons.

Gemeenten van het arrondissement Halle-Vilvoorde
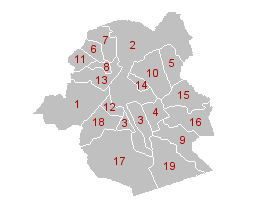
Gemeenten van het arrondissement Brussel-Hoofdstad (voor hun namen, zie onder)

### Vlaams Gewest
| - Affligem - Asse - Dilbeek - Liedekerke - Merchtem - Opwijk - Ternat | - Beersel - Drogenbos (faciliteitengemeente) - Halle - Linkebeek (faciliteitengemeente) - Pepingen - Sint-Genesius-Rode (faciliteitengemeente) - Sint-Pieters-Leeuw | - Bever (faciliteitengemeente) - Galmaarden - Gooik - Herne - Lennik - Roosdaal | - Grimbergen - Kapelle-op-den-Bos - Londerzeel - Meise - Wemmel (faciliteitengemeente) | - Kampenhout - Machelen - Vilvoorde - Zemst | - Hoeilaart - Kraainem (faciliteitengemeente) - Overijse - Steenokkerzeel - Wezembeek-Oppem (faciliteitengemeente) - Zaventem |

### Brussels Hoofdstedelijk Gewest

#### Kanton Anderlecht
- 1 Anderlecht
- 11 Sint-Agatha-Berchem

#### Kanton Brussel
- 2 Brussel-Stad incl. Laken, Neder-over-Heembeek en Haren

#### Kanton Elsene
- 3 Elsene
- 9 Oudergem
- 19 Watermaal-Bosvoorde

#### Kanton Schaarbeek
- 5 Evere
- 10 Schaarbeek

#### Kanton Sint-Gillis
- 12 Sint-Gillis

#### Kanton Sint-Jans-Molenbeek
- 6 Ganshoren
- 7 Jette
- 8 Koekelberg
- 13 Sint-Jans-Molenbeek

#### Kanton Sint-Joost-ten-Node
- 4 Etterbeek
- 14 Sint-Joost-ten-Node
- 15 Sint-Lambrechts-Woluwe
- 16 Sint-Pieters-Woluwe

#### Kanton Ukkel
- 17 Ukkel
- 18 Vorst'

## Demografische evolutie
- Bron:NIS - Opm:1961 t/m 1981=volkstellingen; vanaf 1990= inwoneraantal per 1 januari

### Brussel-Halle-Vilvoorde: Demografische evolutie 1961 - 2014
| Arrond. | Kanton                                         | 1961 Inw. | 1970 Inw. | 1981 Inw. | 1990 Inw. | 2000 Inw.  | 2010 Inw.  | 2014 Inw.  | 1970 Index (61=100) | 1981 Index (61=100) | 1990 Index (61=100) | 2000 Index (61=100) | 2010 Index (61=100) | 2014 Index (61=100) |
| ------- | ---------------------------------------------- | --------- | --------- | --------- | --------- | ---------- | ---------- | ---------- | ------------------- | ------------------- | ------------------- | ------------------- | ------------------- | ------------------- |
| H-V     | Asse                                           | 93.389    | 108.165   | 121.108   | 124.559   | 129.490    | 138.594    | 143.753    | 116                 | 130                 | 133                 | 139                 | 148                 | 154                 |
| H-V     | Lennik                                         | 37.223    | 38.712    | 40.262    | 41.324    | 44.088     | 46.103     | 46.693     | 104                 | 108                 | 111                 | 118                 | 124                 | 125                 |
| H-V     | Vilvoorde                                      | 66.735    | 72.107    | 70.649    | 72.590    | 78.105     | 86.108     | 90.218     | 108                 | 106                 | 109                 | 117                 | 129                 | 135                 |
| H-V     | Totaal Kantons zonder faciliteitengemeenten    | 197.347   | 218.984   | 232.019   | 238.473   | 251.683    | 270.805    | 280.664    | 111                 | 118                 | 121                 | 128                 | 137                 | 142                 |
| H-V     | Halle                                          | 91.914    | 102.435   | 111.227   | 114.190   | 118.237    | 123.602    | 127.146    | 111                 | 121                 | 124                 | 129                 | 134                 | 138                 |
| H-V     | Meise                                          | 61.403    | 74.642    | 85.786    | 87.801    | 91.145     | 95.389     | 97.934     | 122                 | 140                 | 143                 | 148                 | 155                 | 159                 |
| H-V     | Zaventem                                       | 60.972    | 75.969    | 89.159    | 93.255    | 97.155     | 103.659    | 106.869    | 118                 | 134                 | 138                 | 143                 | 151                 | 155                 |
| H-V     | Totaal Kantons met faciliteitengemeenten       | 214.289   | 253.046   | 286.172   | 295.246   | 306.537    | 322.650    | 331.949    | 118                 | 134                 | 138                 | 143                 | 151                 | 155                 |
| H-V     | Totaal Halle-Vilvoorde                         | 411.636   | 472.030   | 518.191   | 533.719   | 558.220    | 593.455    | 612.613    | 115                 | 126                 | 130                 | 136                 | 144                 | 149                 |
|         |                                                |           |           |           |           |            |            |            |                     |                     |                     |                     |                     |                     |
| H-V     | Sint-Genesius-Rode* (zes facilteitengemeenten) | 45.873    | 58.358    | 63.734    | 66.147    | 67.688     | 69.943     | 70.940     | 127                 | 139                 | 144                 | 148                 | 152                 | 155                 |
|         |                                                |           |           |           |           |            |            |            |                     |                     |                     |                     |                     |                     |
| Bru     | Anderlecht                                     | 110.544   | 122.883   | 113.483   | 107.797   | 106.547    | 126.832    | 138.868    | 111                 | 103                 | 98                  | 96                  | 115                 | 126                 |
| Bru     | Brussel-Stad                                   | 170.489   | 161.080   | 139.678   | 136.706   | 133.859    | 157.673    | 170.407    | 94                  | 82                  | 80                  | 79                  | 92                  | 100                 |
| Bru     | Elsene                                         | 145.299   | 146.119   | 131.038   | 127.231   | 126.751    | 135.254    | 140.300    | 100                 | 90                  | 88                  | 87                  | 93                  | 97                  |
| Bru     | Schaarbeek                                     | 139.640   | 145.907   | 137.274   | 134.453   | 137.040    | 157.035    | 169.561    | 104                 | 98                  | 96                  | 98                  | 112                 | 121                 |
| Bru     | Sint-Gillis                                    | 55.101    | 55.055    | 46.076    | 43.579    | 42.458     | 46.981     | 50.460     | 100                 | 84                  | 79                  | 77                  | 85                  | 92                  |
| Bru     | Sint-Jans-Molenbeek                            | 130.243   | 147.141   | 149.047   | 144.350   | 146.936    | 177.400    | 190.244    | 113                 | 114                 | 111                 | 113                 | 136                 | 146                 |
| Bru     | Sint-Joost-ten-Node                            | 148.251   | 162.907   | 154.086   | 147.689   | 145.951    | 160.516    | 168.033    | 110                 | 104                 | 100                 | 98                  | 108                 | 113                 |
| Bru     | Ukkel                                          | 123.228   | 134.044   | 126.611   | 122.580   | 119.776    | 127.847    | 135.613    | 109                 | 103                 | 99                  | 97                  | 104                 | 110                 |
| Bru     | Totaal Brussel                                 | 1.022.795 | 1.075.136 | 997.293   | 964.385   | 959.318    | 1.089.538  | 1.163.486  | 105                 | 98                  | 94                  | 94                  | 107                 | 114                 |
|         |                                                |           |           |           |           |            |            |            |                     |                     |                     |                     |                     |                     |
| BHV     | Totaal Brussel-Halle-Vilvoorde                 | 1.434.431 | 1.547.166 | 1.515.484 | 1.498.104 | 1.517.538  | 1.682.993  | 1.776.099  | 108                 | 106                 | 104                 | 106                 | 117                 | 124                 |
| BHV     | Aandeel BHV /België                            | 15,6%     | 16,0%     | 15,4%     | 15,1%     | 14,8%      | 15,5%      | 15,9%      |                     |                     |                     |                     |                     |                     |
|         |                                                |           |           |           |           |            |            |            |                     |                     |                     |                     |                     |                     |
|         | België                                         | 9.195.049 | 9.653.994 | 9.848.647 | 9.947.782 | 10.239.085 | 10.839.905 | 11.150.516 | 105                 | 107                 | 108                 | 111                 | 118                 | 121                 |

Sint-Genesius-Rode*: Dit kanton, dat de zes Vlaamse faciliteitengemeenten in de rand rond Brussel omvat, werd opgericht na de splitsing van BHV, met de bedoeling de kiezers in deze gemeenten de keuze te bieden te stemmen voor Brusselse lijsten of Vlaams-Brabantse lijsten. De gemeenten blijven administratief echter deel uitmaken van de kantons waartoe ze tot de splitsing al behoorden. De inwoneraantallen van dit kanton zitten dus ook reeds vervat in de aantallen voor de kantons met facilteitengemeenten.
Over de periode 1961 (net voor de splitsing) tot 2014 (eerste verkiezingen na de splitsing) neemt de bevolking in BHV vrijwel in dezelfde mate toe als in België, opvallend is echter dat de evolutie in BHV erg verschillend is voor Halle-Vilvoorde en Brussel. Van 1961 tot 2000 verliest Brussel ongeveer 63.000 inwoners (−6%), terwijl Halle-Vilvoorde er over dezelfde periode bijna 147.000 wint (HV +36%, België + 11%). Deze stadsvlucht van Brussel naar HV (vooral in de directe rand rond Brussel) vertaalt zich in een sterke toename van het aantal Franstaligen in de Vlaamse rand wat tot uiting zal komen in de verkiezingsresultaten over deze periode. Van 2000 tot 2014 wint Brussel er 204.000 inwoners bij en HV nog 54.000 (+9,7%). Deze toename voor Brussel van +21,3%, heeft als gevolg dat de nieuwe kieskring Brussel zwaarder zal doorwegen bij het vastleggen van het aantal zetels voor de nieuwe kieskringen, ook als is het aantal kiezers er slechts met 8,7% gestegen (de meeste nieuwe inwoners zijn immers niet-Belgen en hebben geen stemrecht). In HV is de toename van 2000 tot 2014 nog steeds sterker dan in de rest van het land en wordt deze nog steeds deels bepaald door inwijking uit Brussel, waar dit verlies meer dan goedgemaakt wordt door de buitenlandse inwijking en de sterke natuurlijke aangroei.

## Ontstaan van de kwestie (1960-2000)

### BHV aan weerszijden van de taalgrens
In 1962 werd de taalgrens vastgelegd. De grenzen van de provincies en arrondissementen werden overal aangepast aan de officiële taalgrens, met uitzondering van de provincie Brabant. Deze provincie lag aan beide kanten van de taalgrens, zich uitstrekkend over grondgebied dat vandaag behoort tot het Vlaams Gewest, het Brussels Hoofdstedelijk Gewest en het Waals Gewest.
Evenmin werden de arrondissementen in deze provincie aangepast aan de taalgrens. Brabant telde er drie: het arrondissement Nijvel (volledig binnen Wallonië), het arrondissement Leuven (volledig binnen Vlaanderen) en het arrondissement Brussel (deels in Brussel en deels in Vlaanderen). Dit laatste werd wel omgevormd tot drie nieuwe arrondissementen (Brussel-Hoofdstad, Randgemeenten en Halle-Vilvoorde), maar hun gezamenlijke grondgebied was identiek aan dat van hun voorganger en ze bleven één kieskring Brussel-Halle-Vilvoorde. Al in november 1961 diende de toenmalige CVP-volksvertegenwoordiger en oud-burgemeester van Grimbergen Corneel Verbaanderd een wetsvoorstel in tot splitsing van de kieskring, zonder resultaat. In 1970 werd het arrondissement Randgemeenten bij het arrondissement Halle-Vilvoorde gevoegd, nog steeds zonder wijziging van de kieskring.
In België worden verkiezingen georganiseerd volgens het meervoudig districtenstelsel: het land is ingedeeld in "kieskringen" en elke kieskring heeft haar eigen kieslijsten waaruit vertegenwoordigers verkozen moeten worden. In de jaren 1960 en 1970 splitsten de drie grote unitaire Belgische partijen (CVP/PSC - BSP/PSB - PVV/PLP) zich in aparte partijen op taalbasis. In de praktijk betekende dit dat in Vlaanderen nog enkel Nederlandstalige en in Wallonië enkel Franstalige kieslijsten ingediend werden, hoewel het theoretisch zowel voor Nederlandstalige als voor Franstalige partijen mogelijk bleef in het hele land lijsten in te dienen. De kieskring Brussel-Halle-Vilvoorde bleef een uitzondering, door zijn combinatie van tweetalige gemeenten (Brussel) en Nederlandstalige gemeenten (Halle-Vilvoorde) werden er lijsten uit beide taalgroepen ingediend in deze kieskring (in het kader van de apparentering binnen de provincie Brabant gebeurde dit ook nog soms door enkele partijen in de kieskringen Nijvel en Leuven). Voor de Franstalige partijen betekende dit dat vele Franstalige kiezers die door de stadsvlucht uit Brussel, die vanaf 1970 volop op gang kwam, naar de Vlaamse rand verhuisd waren, potentieel nuttige kiezers bleven voor zetelwinst, terwijl hun electoraal gewicht in een aparte, overwegend Nederlandstalige kieskring Halle-Vilvoorde, hiervoor te klein zou zijn. Voor de Nederlandstalige partijen, die hun electoraat in Brussel door de verfransing steeds kleiner zagen worden, werkte dit eveneens maar dan in omgekeerde richting. De Vlaamse stemmen in Brussel waren maar nuttig voor zetelwinst indien ze gecombineerd konden worden met de stemmen uit Halle-Vilvoorde.
Door de oprichting van de gewesten en gemeenschappen (Tweede Staatshervorming, 1980) ontstond een vreemde situatie: de provincie Brabant lag in de drie gewesten. Het electorale arrondissement Brussel-Halle-Vilvoorde en het gerechtelijke arrondissement Brussel strekten zich telkens uit over het tweetalige gewest Brussel en het eentalige gewest Vlaanderen. In 1995 werd de provincie gesplitst: het Vlaamse gedeelte werd de provincie (Vlaams-Brabant), het Waalse gedeelte werd de provincie (Waals-Brabant) en Brussel werd het zelfstandige Brussels Hoofdstedelijk Gewest. De kieskring Brussel-Halle-Vilvoorde en het gerechtelijk arrondissement Brussel bleven echter ongewijzigd en kenden dus nog steeds een overlap tussen twee gewesten.

### Vlaams standpunt
De Vlaamse partijen verzetten zich decennialang tegen de Franstalige kieslijsten in Halle en Vilvoorde. Hun belangrijkste argumenten waren:
- Vanwege BHV konden Franstalige partijen opkomen in een deel van Vlaanderen, en door het samenvoegen van de daar behaalde stemmen met deze van het officieel tweetalige Brussel dat in grote meerderheid Franstalig stemt, de totale zetelverdeling ten nadele van het aantal Nederlandstalige verkozenen beïnvloeden. Ten tijde van de unitaire partijen konden de Nederlandstalige kandidaten bij de lijstvorming door de lokale partijbesturen, gezien het overwicht van de Franstaligen uit Brussel, minder verkiesbare plaatsen bemachtigen, wat minder Nederlandstalige verkozenen opleverde. Dit zou bijvoorbeeld voor de Vlaamse vleugel van de BSP aanleiding worden om vanaf 1968 (10 jaar voor de eigenlijke splitsing van de partij) met een aparte kieslijst onder de naam Rode Leeuwen op te komen in BHV.
- De aanwezigheid van Franstalige partijen in een deel van Vlaanderen is in strijd met de taalwetgeving.
- De deelname van Franstalige partijen en van hun bekende Brusselse lijsttrekkers bij de nationale (later federale) verkiezingen in het officieel eentalig Nederlandstalige Halle-Vilvoorde wekte de indruk dat het Frans er naast het Nederlands een legitieme aanwezigheid heeft, wat de verdere verfransing van de streek in de hand zou werken.
- De kieskring Leuven kon niet uitgebreid worden met de rest van Vlaams-Brabant zoals gestipuleerd in de hervormde Kieswet (2002), die provinciale kieskringen voorzag. Dit maakte de situatie ingewikkelder en juridisch aanvechtbaar. Bovendien werd het hierdoor voor kleinere partijen in de kieskring Leuven moeilijker dan elders in Vlaanderen om, de eveneens in 2002 ingevoerde, kiesdrempel te halen.

Anderzijds hield het arrondissement Brussel-Halle-Vilvoorde een voordeel in voor de vertegenwoordiging van Brusselse kandidaten van de Vlaamse partijen in het federaal parlement. Louter in het Brussels gewest halen de Vlaamse partijen maar ongeveer 15% van de stemmen. Verdeeld over de verschillende partijen, is dit voor een federale kieskring Brussel waar slechts een 15-tal zetels te verdelen zijn te weinig opdat een Vlaamse partij een zetel zou bemachtigen op basis van de Brusselse stemmen alleen. In de kieskring BHV kunnen deze Vlaamse stemmen uit Brussel toegevoegd worden aan het veel grotere aantal stemmen uit Halle-Vilvoorde waardoor deze Brusselse stemmen ook in de zetelverdeling doorwegen en de partijen er dus ook belang bij hebben om Brusselse kandidaten op de lijst te zetten. Voor de verkiezingen van het Brussels Hoofdstedelijk gewest waar het aantal te verdelen zetels 89 bedraagt is dit probleem veel minder acuut en bovendien werd hier ondertussen een vaste verhouding tussen Nederlandstalige (17) en Franstalige (72) vertegenwoordigers vastgelegd.
Vlaanderen verzette zich ook tegen het gerechtelijk arrondissement Brussel dat hetzelfde grondgebied beslaat. M.a.w. ook op gerechtelijk vlak was er Franstalige invloed in een deel van Vlaanderen. De splitsing van het gerechtelijk arrondissement zou bovendien de rechtbanken in Brussel ontlasten.

### Franstalig standpunt
Franstalig België wenste de toestand niet te veranderen, tenzij hiertegenover compensaties stonden.
- De splitsing van BHV bedreigde volgens hen de taalrechten voor Franstaligen in Halle-Vilvoorde. De splitsing was voor hen enkel mogelijk indien alle of enkele gemeentes van Halle-Vilvoorde officieel tweetalig werden, m.a.w. indien het Vlaams Gewest deze gemeentes afstond aan het tweetalige Brussels Hoofdstedelijk Gewest.
- Indien de Vlaamse en de Brussele gemeenten daadwerkelijk werden losgemaakt van elkaar, werd een laatste politiek/bestuurlijke band tussen de twee gewesten doorgeknipt en zodoende de mogelijkheid van een onafhankelijk Vlaanderen reëler. De Franstaligen zien een onafhankelijk Vlaanderen waarin het Brussels Hoofdstedelijk Gewest geografisch een enclave zou vormen als een bedreiging. Franstalige initiatieven zoals de naamsverandering van de Franse Gemeenschap in Fédération Wallonie-Bruxelles (2011) en het streven naar een fysieke corridor Brussel-Wallonië illustreren het belang dat de Franstaligen hechten aan de verbondenheid van deze twee regio's.

### Voorgestelde oplossingen
1) De hervorming van de Kieswet kon teruggedraaid worden, zodat er niet langer ongelijkheid bestond tussen provinciale en arrondissementele kieskringen. Volgens de Raad van State stond geen enkele hogere rechtsregel een herstel van de oude kiesarrondissementen in de weg. Het probleem dat Franstalige partijen konden opkomen in een deel van Vlaanderen werd zo echter genegeerd.

2) Splitsing in een eentalige en een tweetalige kieskring
- Indien geen lijstverbinding tussen Brussel en Halle-Vilvoorde werd toegelaten konden de Vlaamse partijen in Brussel (waar ze samen gemiddeld 15% behalen) onmogelijk zetels behalen, tenzij ze zich verenigden in een eenheidslijst.
- Verticale splitsing: de Nederlandstalige resultaten in Brussel konden gekoppeld worden aan de resultaten van Vlaams-Brabant, de Franstalige resultaten aan de resultaten van Waals-Brabant.
- Horizontale splitsing: Brussel en haar faciliteitengemeentes zouden tegelijkertijd tot de kieskring Vlaams-Brabant als de kieskring Waals-Brabant behoren. De Raad van State oordeelde echter dat een gebied onmogelijk tot twee kieskringen kan behoren.[5]

3) Uitbreiding van de tweetalige kieskring
- Het Brussels Hoofdstedelijk Gewest kon uitgebreid worden met enkele/alle Brusselse faciliteitengemeentes. Deze oplossing werd voorgestaan door bijna alle Franstalige partijen, maar was onbespreekbaar voor de Vlaamse politici.
- De kieskring Waals-Brabant kon fuseren met BHV, zodat Vlaamse partijen konden opkomen in een deel van Wallonië (wat zij echter niet ambieerden).
- Vlaams- en Waals-Brabant konden bij het Brussels Hoofdstedelijk Gewest gevoegd worden, zonder verandering van de taalgrens en -wetgeving. Vlaanderen weigerde echter grondgebied te verliezen aan een gewest waarin al snel het Frans zou domineren.
- Alle regionale kieskringen zouden vervangen kunnen worden door een federale kieskring. Wetsvoorstellen hiertoe werden ingediend door Isabelle Durant en Josy Dubié (maart 2005) en door de Paviagroep (februari 2007), zonder resultaat.

## Splitsing van de kieskring (2000-2012)

### Hervorming van de Kieswet (2002)
In 2002 paste de regering Verhofstadt I de Kieswet aan. Hierdoor werden de kieskringen voor de federale verkiezingen gefuseerd, opdat zij samenvielen met de provincies. De Kieswet kon niet toegepast worden op Vlaams-Brabant, doordat de westelijke helft onder Brussel viel. Bij wijze van compromis werd een ingewikkelde regeling van kracht:
- Bij verkiezingen voor de Kamer werden de resultaten van Brussel (kieskring BHV), Vlaams-Brabant (kieskring Leuven) en Waals-Brabant (kieskring Nijvel) aan elkaar gekoppeld.
- Bij verkiezingen voor de Senaat behoorde heel BHV tot zowel het Nederlands kiescollege als het Frans kiescollege. De kiezers konden slechts stemmen op kandidaten binnen een van de kiescolleges.

### Uitspraak van het Arbitragehof (2003)
In 2002 dienden de politici Hugo Vandenberghe, Herman Van Rompuy, Carl Devlies, Geert Bourgeois, Frieda Brepoels, Danny Pieters, Ben Weyts, Gerolf Annemans, Bart Laeremans, Roland Duchatelet, J. Van den Driessche e.a. een verzoekschrift in bij het Abitragehof inzake het voortbestaan van BHV. In een arrest (2003) oordeelde het Hof dat de toenmalige indeling in kieskringen onhoudbaar was. Er bestond immers een onaanvaardbare ongelijkheid tussen de regionale kieskringen BHV en Leuven en de provinciale kieskringen. Het Hof oordeelde dat de volgende federale verkiezingen, gepland op 24 juni 2007, enkel grondwettelijk zouden zijn als de kwestie opgelost was.
De Vlaamse partijen zagen in het arrest steun voor hun eis om de kieskring te splitsen. De Franstalige partijen benadrukten dat het Hof nergens een splitsing oplegde; volgens hen volstond het om terug te keren naar de niet-provinciale kieskringen. Toen de federale verkiezingen van 2007 aanbraken was er nog steeds geen oplossing gevonden. De nieuwe voorzitter van het Grondwettelijk Hof, Marc Bossuyt, benadrukte dat – in zijn persoonlijke mening – de verkiezingen ongrondwettelijk zouden zijn zonder oplossing voor BHV.

### Regering-Verhofstadt II (2004-2007)
De uitspraak van het Arbitragehof maakte BHV, na decennialang onopgelost te blijven, ineens brandend actueel. Toen de campagnes voor de Vlaamse verkiezingen van 2004 aanvingen, was de oplossing van dit probleem in elk partijprogramma opgenomen. Het werd dan ook opgenomen in het regeerakkoord van de nieuwe Vlaamse regering, hoewel die zelf niet bevoegd was. De partijen die ook in de federale regering zetelden verbonden zich er wel toe de kwestie naar dit niveau te brengen. Maar zelfs als de Vlaamse volksvertegenwoordigers voor de splitsing zouden stemmen (88 van de 150 zetels, dus een gewone meerderheid), konden de Franstalige partijen de implementatie kunnen vertragen door een belangenconflict en de communautaire alarmbelprocedure in te roepen. In het eerste geval zou bijkomend overleg noodzakelijk worden. In het tweede geval zou de regering verplicht moeten zijn om een unanieme beslissing te bereiken.
Anderzijds eisten de burgemeesters van de reguliere (niet-facilitaire) Vlaamse gemeentes in BHV, verenigd in de Conferentie van burgemeesters en Staten-Generaal in Halle-Vilvoorde, een "onverwijlde" splitsing, zonder compensaties voor de Franstalige partijen. Bovendien wilden de Vlamingen bijkomende waarborgen voor de Nederlandstalige partijen in Brussel, die een kleiner electoraat zouden hebben. Deze twee Vlaamse eisen bemoeilijkten het vinden van een "wafelijzermodel". De Franstalige partijen wilden zo'n compensatie, bijvoorbeeld in de vorm van een uitbreiding van het Brussels Hoofdstedelijk Gewest.
In het voorjaar van 2005 overlegde de regering-Verhofstadt II over de kwestie. Geen enkel voorstel was voor alle onderhandelaars aanvaardbaar. Uiteindelijk zette Spirit zijn deelname stop, nadat VLD en s.p.a voorstelden de Franstaligen in de Brusselse Rand het recht te geven zich in Brussel in te schrijven. Er kon nu niet langer onderhandeld worden; dit zou pas na nieuwe verkiezingen mogelijk worden. Het Grondwettelijk Hof had echter bepaald dat de kwestie voor de verkiezingen van 24 juni 2007 opgelost moest zijn. De regering vervroegde de verkiezingen dan maar tot 10 juni 2007. Volgens verschillende grondwetspecialisten waren de verkiezingen nog steeds te laat om grondwettig te zijn, omdat de legislatuur volgens hen al begonnen was met de verkiezingen van 18 mei 2003 en niet met de eedaflegging van 19 juni 2003.

### Regering-Verhofstadt III (2007-2008)
Bij de formatie onder leiding van Guy Verhofstadt (voorlopige regering-Verhofstadt III) was BHV nog belangrijker dan een nieuwe staatshervorming. De nieuwe regering besloot dat er voor de kieskring en het gerechtelijk arrondissement een "verticale splitsing" zou komen. Op 7 november 2007 keurde de commissie Binnenlandse Zaken van de Kamer de verticale splitsing goed. De Vlaamse commissieleden stemden vóór (met uitzondering van de Vlaamse vertegenwoordigster van de Ecolo/Groen!-fractie; zij onthield zich). De Franstalige commissieleden verlieten uit protest de vergadering bij het begin van de stemming. Voor het eerst in de Belgische geschiedenis gebruikten de Vlamingen hun numerieke meerderheid om een belangrijk staatkundig onderwerp in hun voordeel te beslissen.
Voordat de eindstemming in de plenaire vergadering van de Kamer kon plaatsvinden, werd door de Franstalige partijen via de Franse Gemeenschap een belangenconflictprocedure ingeroepen. Dit betekende in totaal zes maanden uitstel van de stemming, waarin het Overlegcomité moest zoeken naar een oplossing. Ook hier werd geen overeenstemming bereikt. Eind april kondigden de Franstalige partijen aan niet opnieuw een belangenconflict in te gaan roepen.

### Leterme I, Van Rompuy en Leterme II (2008-2011)
In maart was de definitieve regering aangetreden, Leterme I. Op 8 mei stonden de wetsvoorstellen opnieuw op de agenda van de kamer. De Franstaligen dienden echter drie amendementen in die zij aan de Raad van State wilden voorleggen. Bovendien riepen de Franstaligen in de Raad van de Franse Gemeenschapscommissie een dag later alsnog een belangenconflict in. Later deed het Waals Parlement hetzelfde. Vanwege de problemen rond BHV bood Leterme het ontslag van de regering aan in juli. Het ontslag werd niet aanvaard, maar de regering viel alsnog in december.
Op 26 oktober 2009 riep de Duitstalige Gemeenschap een vierde belangenconflict in de kwestie-BHV in, met de mening dat de splitsing door een verzwakte staatsstructuur ook voor haar negatieve gevolgen kon hebben. Opnieuw maakte BHV het verdere functioneren van de regering onmogelijk; Open Vld trok op 22 april 2010 haar steun voor de regering-Leterme II in tijdens nieuwe uitzichtloze onderhandelingen rond BHV (zie ontslag van Leterme II).

### Regering-Di Rupo (2011-2012)
De moeizame onderhandelingen rond BHV veroorzaakten een formatie die zo lang duurde dat ze een plaats kreeg in het Guinness Book of Records. Uiteindelijk werd de grootste partij van het land, N-VA, buiten spel gezet. De nieuwe onderhandelende partijen bereikten op 14 september 2011 een deelakkoord omtrent BHV:
- De Brusselse gemeentes gingen de kieskring Brussel-Hoofdstad vormen.
- De Vlaamse gemeentes werden bij de kieskring Leuven gevoegd en gingen samen de kieskring Vlaams-Brabant vormen.
- De inwoners van de zes faciliteitengemeenten rond Brussel kunnen naar keuze hun stem uitbrengen op een lijst uit Vlaams-Brabant of Brussel.

Bijkomend werd een grootstedelijk adviesorgaan opgericht tussen Brussel, Vlaams-Brabant en Waals-Brabant om de onderlinge samenwerking te bevorderen. Dit adviesorgaan heeft geen beslissingsbevoegdheid. Het deelakkoord bevestigde dat de Vlaamse overheid blijft instaan voor de benoeming van de burgemeesters in de zes Vlaamse faciliteitengemeentes rondom Brussel. Bij geschillen rond de splitsing van BHV en rond de taalwetgeving in het algemeen is niet langer de Nederlandstalige, maar de tweetalige kamer van de Raad van State bevoegd.
Midden juli 2012 werd in de Kamer het voorstel aangenomen om BHV te splitsen. De resultaten van de stemming waren als volgt:
- 106 parlementairen stemden voor, te weten de leden van CD&V, cdH, sp.a, PS, Open Vld, MR, Groen, Ecolo en MLD
- 42 parlementairen stemden tegen, te weten de leden van N-VA, Vlaams Belang, FDF en LDD
- de overige twee parlementairen waren afwezig

## Na de splitsing

### Politieke gevolgen van de splitsing
Als gevolg van de goedkeuring van dit akkoord door de MR besliste het FDF, dat sinds december 1998 een kartel met het MR vormde, uit dit kartel te stappen, en opnieuw met eigen lijsten deel te nemen aan de federale verkiezingen. Voor de splitsing van BHV diende het FDF uitsluitend in BHV lijsten in en dit onder MR-vlag. Na het akkoord over de splitsing, die door het FDF afgewezen werd, besliste de partij voor de federale verkiezingen van 2014 niet enkel in de kieskring Brussel maar ook in Vlaams-Brabant en in alle Waalse provincies lijsten in te dienen. In Vlaams-Brabant behaalde het FDF in 2014 voor de kamer 15.405 stemmen.

### Electorale gevolgen van de splitsing

#### Stemverhouding Nederlandstalige/Franstalige lijsten
Op het FDF en de PP na diende geen enkele Franstalige partij lijsten in voor de kieskring Halle-Vilvoorde. Hierdoor viel in 2014 het aantal stemmen voor Franstalige partijen in de kieskantons van Halle-Vilvoorde in vergelijking met de uitslag in 2010 voor dezelfde kantons terug van 78.863 stemmen naar 36.612 (inclusief de stemmen uitgebracht op de Brusselse lijsten) en naar 15.536 (exclusief de stemmen uitgebracht op Brusselse lijsten). Aangezien zowel het totaal aantal kiesgerechtigden, het aantal uitgebrachte stemmen en het aantal blanco/ongeldige stemmen vrijwel gelijk gebleven is in 2014 ten opzichte van 2010 betekent dit dat het verlies van de Franstalige partijen (42.251 stemmen) vrijwel volledig ten goede is gekomen aan de Nederlandstalige partijen (toename van 52.141 stemmen). Een grote meerderheid van de Franstalige kiezers buiten de zes faciliteitengemeenten heeft dus de voorkeur gegeven aan een stem op een Nederlandstalige partij eerder dan voor het FDF of de PP te kiezen (de enig overblijvende Franstalige lijsten) of blanco/ongeldig te stemmen, dan wel de verkiezingen te boycotten.

#### Verkiezingsresultaten 2010/2014 per taalgroep: Halle-Vilvoorde
Het gaat om de gecumuleerde resultaten van de zes kantons (Asse, Halle, Lennik, Meise, Vilvoorde en Zaventem) van het arrondissement en voor 2014 ook de resultaten van het nieuwe kieskanton Sint-Genesius-Rode.
Kiezers*: de percentages hebben betrekking op de verhouding van het aantal stemgerechtigden ten opzichte van het aantal inwoners (inwonersaantallen telkens op 1 januari van het jaar).
- Nederlandstalige partijen: NVA, CD&V, Open VLD, SP.a, Vlaams Belang, Groen!, Lijst DeDecker, PVDA (2014), Rossem
- Franstalige partijen: PS, MR, CdH, FDF, Ecolo, Parti Populaire (PP), FN, RWF, La Droite, Parti Libertarien, Front des Gauches, Wallonie d'Abord, Islam, Nation, MG, Gauches Com, Debout, Egalitaires, Egalité
- Tweetalige partijen: BUB, ProBruxsel, PVDA/PTB (2010), La Lutte/De Strijd, Pirate Party, LSP

| Taal            | 2010 Stemmen | 2014 Stemmen | 2010 % | 2014 % | +/− Stemmen |
| --------------- | ------------ | ------------ | ------ | ------ | ----------- |
| N               | 281.079      | 333.220      | 76,8%  | 89,6%  | +52.141     |
| F               | 78.863       | 36.612       | 21,5%  | 9,8%   | −42.251     |
| N-F             | 6.176        | 2.144        | 1,7%   | 0,6%   | −4.032      |
| Geldig          | 366.118      | 371.983      | 95,5%  | 95,0%  | +5.865      |
|                 |              |              |        |        |             |
| Blanco/Ongeldig | 17.260       | 19.378       | 4,5%   | 5,0%   | +2.118      |
|                 |              |              |        |        |             |
| Gestemd         | 383.378      | 391.361      | 89,8%  | 90,2%  | +7.983      |
|                 |              |              |        |        |             |
| Kiezers*        | 427.100      | 433.863      | 72,0%  | 70,8%  | +6.763      |
|                 |              |              |        |        |             |
| Inwoners        | 593.455      | 612.883      | 100%   | 100%   | +19.428     |

#### Verkiezingsresultaten 2010/2014 per taalgroep: Kantons zonder faciliteitengemeenten
Het gaat om de kantons Asse, Lennik en Vilvoorde
| Taal            | 2010 Stemmen | 2014 Stemmen | 2010 % | 2014 % | +/− Stemmen |
| --------------- | ------------ | ------------ | ------ | ------ | ----------- |
| N               | 150.561      | 173.674      | 86,1%  | 97,1%  | +23.113     |
| F               | 21.961       | 4.352        | 12,6%  | 2,4%   | −17.609     |
| N-F             | 2.411        | 747          | 1,4%   | 0,4%   | −1.664      |
| Geldig          | 174.933      | 178.773      | 96,0%  | 95,6%  | +3.840      |
|                 |              |              |        |        |             |
| Blanco/Ongeldig | 7.359        | 8.132        | 4,0%   | 4,4%   | +773        |
|                 |              |              |        |        |             |
| Gestemd         | 182.292      | 186.905      | 90,5%  | 90,8%  | + 4.613     |
|                 |              |              |        |        |             |
| Kiezers*        | 201.507      | 205.768      | 74,4%* | 73,2%* | +4.261      |
|                 |              |              |        |        |             |
| Inwoners        | 270.805      | 280.934      | 100%   | 100%   | +10.129     |

#### Verkiezingsresultaten 2010/2014 per taalgroep: Kantons met faciliteitengemeenten
Het gaat om de kantons Halle, Meise, Zaventem en Sint-Genesius-Rode (inclusief stemmen op Brusselse lijsten in 2014)
| Taal            | 2010 Stemmen | 2014 Stemmen | 2010 % | 2014 % | +/− Stemmen |
| --------------- | ------------ | ------------ | ------ | ------ | ----------- |
| N               | 130.518      | 159.546      | 68,3%  | 82,6%  | +29.028     |
| F               | 56.902       | 32.260       | 29,8%  | 16,7%  | −24.642     |
| N-F             | 3.765        | 1.397        | 2,0%   | 0,7%   | −2.368      |
| Geldig          | 191.185      | 193.210      | 95,1%  | 94,5%  | +2.025      |
|                 |              |              |        |        |             |
| Blanco/Ongeldig | 9.901        | 11.246       | 4,9%   | 5,5%   | +1.345      |
|                 |              |              |        |        |             |
| Gestemd         | 201.086      | 204.456      | 89,1%  | 89,6%  | +3.370      |
|                 |              |              |        |        |             |
| Kiezers*        | 225.593      | 228.095      | 69,9%  | 68,7%  | +2.502      |
|                 |              |              |        |        |             |
| Inwoners        | 322.860      | 331.949      | 100%   | 100%   | +9.089      |

#### Kanton Sint-Genesius-Rode (Stemmen Vlaams-Brabant & Brussel)
Dit kanton omvat de zes faciliteitengemeenten uit de rand rond Brussel en werd opgericht als gevolg van de splitsing van BHV. Kiezers konden na de splitsing in 2014 voor het eerst de keuze maken om hun stem uit te brengen op de lijsten van de provincie Vlaams-Brabant of van het Brussels Hoofdstedelijk Gewest. De onderstaande tabel cumuleert de resultaten van de stemmen uitgebracht op de lijsten van beide kiesdistricten. Een opvallend gegeven voor dit kieskanton is het duidelijk lagere aandeel (62%) kiesgerechtigden ten opzichte van het aantal inwoners dan het geval is in de andere kieskantons van het arrondissement Halle-Vilvoorde. Dit is te wijten aan het hogere aandeel niet-Belgen in de zes faciliteitengemeenten. Het absenteïsme is met 10,7% vrijwel gelijk aan dit van de andere kantons in Halle-Vilvoorde, het aantal blanco en ongeldige stemmen ligt in 2014 met 9,4% wel bijna dubbel zo hoog als in de andere kantons waar dit tussen de 4 à 5% ligt.
| Taal            | 2010 Stemmen | 2014 Stemmen | 2010 % | 2014 % | +/− Stemmen |
| --------------- | ------------ | ------------ | ------ | ------ | ----------- |
| N               | -            | 12.649       | -      | 35,1%  | +12.649     |
| F               | -            | 22.977       | -      | 63,8%  | +22.977     |
| N-F             | -            | 408          | -      | 1,1%   | +408        |
| Geldig          | -            | 36.034       | -      | 90,6%  | +36.034     |
|                 |              |              |        |        |             |
| Blanco/Ongeldig | -            | 3.744        | -      | 9,4%   | +3.744      |
|                 |              |              |        |        |             |
| Gestemd         | -            | 39.778       | -      | 89,3%  | + 39.778    |
|                 |              |              |        |        |             |
| Kiezers*        | -            | 44.556       | -      | 62,8%  | +44.556     |
|                 |              |              |        |        |             |
| Inwoners        | -            | 70.940       | 100%   | 100%   | +70.940     |

Van de 44.556 kiesgerechtigden in de zes faciliteitengemeenten, gegroepeerd in het specifiek hiervoor opgerichte kieskanton Sint-Genesius-Rode, maakten er bij de federale verkiezingen van 2014 (de eerste na de splitsing) 23.391 (64,9% van de geldige stemmen) gebruik van de mogelijkheid om hun stem uit te brengen op een Brusselse lijst, 90,1% van deze stemmen gingen naar Franstalige partijen, 8,5% naar Nederlandstalige partijen. 12.643 kiezers in het kanton brachten hun stem uit op lijsten van het kiesdistrict Halle-Vilvoorde (35,1% van de geldige stemmen), waarvan 83,3% naar Nederlandstalige partijen en 15,0% naar Franstalige partijen (FDF en PP).

#### Zetelverdeling
Voor de splitsing hadden de kieskringen BHV en Leuven samen 29 Kamerzetels te verdelen (BHV 22 - Leuven 7), na de splitsing waren dit door de zetelaanpassing op basis van de meest recente inwoneraantallen 30 zetels (Brussel 15 - Vlaams-Brabant 15). In 2010 voor de splitsing was de zetelverdeling Nederlandstalig-Franstalig voor de federale verkiezingen 16 Nederlandstalig / 13 Franstalig, na de splitsing in 2014 werd de verdeling 15 Nederlandstalig (alle in Vlaams-Brabant) / 15 Franstalig (alle in Brussel). Per saldo ging er ten opzichte van 2010 dus 1 Nederlandstalige zetel verloren en behaalden de Franstalige partijen 2 extra zetels, waarvan 1 als gevolg van de extra zetel die te verdelen was in Brussel als gevolg van het toegenomen aantal inwoners, de tweede zetelwinst is het directe gevolg van de splitsing. In het kiesdistrict Brussel bedraagt het totaal aantal stemmen op Nederlandstalige lijsten 49.449 (9,9% van de geldige stemmen), op zich voldoende om een zetel te halen, maar geen enkele partij slaagt er op eigen kracht in de kiesdrempel te halen. Voor de splitsing wogen deze Nederlandstalige stemmen uit Brussel samen met de stemmen uit Halle-Vilvoorde wel mee door in de zetelverdeling wat de facto een extra Nederlandstalige zetel opleverde dan zou behaald worden met de stemmen van Halle-Vilvoorde alleen.
De splitsing van BHV heeft voor de arrondissementen Halle-Vilvoorde (samen met arrondissement Leuven opgegaan in de nieuwe kieskring Vlaams-Brabant) en Brussel (dat nu zelf een kieskring vormt) een tegengesteld effect gehad op de evolutie van de kiesdeler (het aantal stemmen dat een lijst dient te halen om rechtstreeks een eerste zetel te veroveren). In 2010 bedroeg de kiesdeler voor BHV 37.913 stemmen, in 2014 werd dit voor HV 45.275 stemmen (kiesdeler van de kieskring Vlaams-Brabant), een stijging van 19,4%. Voor Brussel daalde de kiesdeler met 12,3% naar 33.248 stemmen. De kiesdeler voor Brussel is hiermee 26% lager dan het gemiddelde voor alle Belgische kieskringen (voor BHV was dit 12,7% lager) terwijl deze voor Vlaams-Brabant 0,9% hoger ligt. Dit verschil is te verklaren door het feit dat het aantal te verdelen zetels per kieskring toegekend wordt op basis van het aantal inwoners en niet volgens het aantal stemgerechtigde kiezers. Brussel met 1.163.486 inwoners en Vlaams-Brabant met 1.107.266 inwoners (cijfers 2014) krijgen derhalve elk 15 zetels toegewezen (afgerond 1 per 75.000 inwoners) maar Brussel telt door het hogere aantal niet-Belgen en -18-jarigen slechts 608.577 kiezers (52,3% van de inwoners), Vlaams-Brabant telt er 814.062 (73,5% van de inwoners).

## Verkiezingsuitslagen van 1968 tot 2010 in Brussel-Halle-Vilvoorde

### Federale verkiezingen
Tot in 2012 het Vlinderakkoord werd gesloten gebeurden de verkiezingen voor deze kieskring op een- of tweetalige lijsten. Vanaf de verkiezingen van 2014 vond de federale stembusgang plaats in respectievelijk kieskring Vlaams-Brabant en kieskring Brussel-Hoofdstad. (voor resultaten zie aldaar)

#### Kiesresultaten Kamer van 1968 tot 2010
| Partij of kartel    | Partij of kartel                                  | 1968!!colspan=2\|1971!!colspan=2\|1974!!colspan=2\|1977!!colspan=2\|1978!!colspan=2\|1981!!colspan=2\|1985!!colspan=2\|1987!!colspan=2\|1991!!colspan=2\|1995!!colspan=2\|1999!!colspan=2\|2003!!colspan=2\|2007!!colspan=2\|2010 | 1968!!colspan=2\|1971!!colspan=2\|1974!!colspan=2\|1977!!colspan=2\|1978!!colspan=2\|1981!!colspan=2\|1985!!colspan=2\|1987!!colspan=2\|1991!!colspan=2\|1995!!colspan=2\|1999!!colspan=2\|2003!!colspan=2\|2007!!colspan=2\|2010 |        |       |        |       |        |       |        |       |        |       |        |       |        |       |        |       |        |       |        |       |        |       |        |       |        |       |
| % Stemmen \| Zetels | % Stemmen \| Zetels                               | % | 33 | %      | 33    | %      | 34    | %      | 34    | %      | 34    | %      | 34    | %      | 33    | %      | 33    | %      | 33    | %      | 22    | %      | 22    | %      | 22    | %      | 22    | %      | 22    |
| ------------------- | ------------------------------------------------- | --- | --- | ------ | ----- | ------ | ----- | ------ | ----- | ------ | ----- | ------ | ----- | ------ | ----- | ------ | ----- | ------ | ----- | ------ | ----- | ------ | ----- | ------ | ----- | ------ | ----- | ------ | ----- |
|                     | PLP-PVV1 / PRLW-PL2 / PL3 / PRL4 / PRL-FDF5 / MR6 | 24,381 | 8 | 5,971  | 2     | 5,631  | 2     | 7,412  | 2     | 5,013  | 1     | 12,224 | 5     | 19,754 | 7     | 19,004 | 7     | 15,984 | 6     | 22,975 | 5     | 20,705 | 6     | 21,616 | 6     | 22,736 | 6     | 20,506 | 5     |
|                     | PVV-PLP1 / PVV2 / VLD3 / Open Vld4                | 5,132 | 2 | 7,042  | 2     | 9,692  | 3     | 7,972  | 3     | 9,622  | 3     | 9,592  | 3     | 10,483 | 2     | 11,123 | 3     | 11,533 | 3     | 9,074  | 2     | 7,674  | 2     |        |       |        |       |        |       |
|                     | PSB-BSP1 / PSB2 / PS3                             | 15,031 | 5 | 15,352 | 5     | 15,142 | 6     | 11,802 | 4     | 10,572 | 4     | 9,543  | 4     | 11,283 | 4     | 15,483 | 6     | 11,493 | 4     | 11,493 | 2     | 9,973  | 2     | 15,353 | 4     | 13,743 | 3     | 17,903 | 4     |
|                     | PSC-CVP1 / PSC2 / cdH3                            | 2,282 | 1 | 23,841 | 9     | 12,452 | 4     | 11,412 | 4     | 11,632 | 4     | 7,222  | 3     | 6,942  | 2     | 6,342  | 2     | 6,402  | 2     | 6,012  | 1     | 5,902  | 1     | 6,303  | 1     | 9,353  | 2     | 8,633  | 2     |
|                     | VDB-CVP2 / CVP- PSC1 / CVP3 / CD&V4 / CD&V-N-VA5  | 27,932 | 9 | 23,841 | 9     | 14,473 | 5     | 17,473 | 7     | 16,683 | 6     | 12,503 | 4     | 14,653 | 6     | 13,853 | 5     | 12,333 | 4     | 12,453 | 3     | 9,633  | 2     | 8,754  | 2     | 12,145 | 3     | 7,424  | 2     |
|                     | Rode Leeuw1 / BSP2 / SP3 / sp.a-Spirit4 / sp.a5   | 5,451 | 2 | 5,181  | 1     | 4,261  | 1     | 4,632  | 1     | 5,502  | 2     | 6,353  | 2     | 8,733  | 3     | 9,013  | 3     | 5,943  | 2     | 6,733  | 2     | 4,843  | 1     | 8,494  | 2     | 4,774  | 1     | 4,965  | 1     |
|                     | Vlaams Blok1 / Vlaams Belang2                     | - | | -      |       | -      |       | -      |       | 1,861  | 0     | 0,911  | 0     | 1,431  | 0     | 1,521  | 0     | 5,961  | 2     | 7,241  | 2     | 8,671  | 2     | 10,301 | 2     | 9,532  | 2     | 5,372  | 1     |
|                     | ECOLO                                             | - | | -      |       | -      |       | -      |       | -      |       | 2,48   | 1     | 4,32   | 2     | 4,29   | 2     | 7,14   | 2     | 6,50   | 2     | 14,13  | 4     | 6,20   | 2     | 9,11   | 2     | 8,55   | 2     |
|                     | Agalev1 / Groen!2 / Groen3                        | - | | -      |       | -      |       | -      |       | -      |       | 1,091  | 0     | 1,961  | 0     | 2,421  | 1     | 2,891  | 1     | 2,911  | 1     | 4,551  | 1     | 1,561  | 0     | 2,732  | 1     | 3,233  | 0     |
|                     | N-VA                                              | - | | -      |       | -      |       | -      |       | -      |       | -      |       | -      |       | -      |       | -      |       | -      |       | -      |       | 2,21   | 0     | -      |       | 13,07  | 3     |
|                     | Parti Populaire                                   | - | | -      |       | -      |       | -      |       | -      |       | -      |       | -      |       | -      |       | -      |       | -      |       | -      |       | -      |       | -      |       | 2,71   | 0     |
|                     | Communist1 / PC-KP / PCB-KPB3                     | 2,181 | 1 | 2,582  | 1     | 3,603  | 1     | 2,453  | 0     | 2,803  | 1     | 1,953  | 0     | 1,043  | 0     | 0,833  | 0     | -      |       | -      |       | 0,432  | 0     | -      |       | 0,262  | 0     | -      |       |
|                     | AMADA1 / PVDA-PTB2 / PVDA+PTB+3                   | - | | -      |       | -      |       | 0,411  | 0     | 0,571  | 0     | 0,282  | 0     | 0,202  | 0     | 0,282  | 0     | 0,292  | 0     | -      |       | -      |       | -      |       | 0,413  | 0     | -      |       |
|                     | FN                                                | - | | -      |       | -      |       | -      |       | -      |       | -      |       | 0,45   | 0     | 0,92   | 0     | 4,20   | 1     | 4,73   | 1     | 1,64   | 0     | 2,25   | 0     | 1,93   | 0     | -      |       |
|                     | CDF                                               | - | | -      |       | -      |       | -      |       | -      |       | -      |       | -      |       | -      |       | -      |       | -      |       | -      |       | 1,23   | 0     | 0,47   | 0     | -      |       |
|                     | Lijst Dedecker                                    | - | | -      |       | -      |       | -      |       | -      |       | -      |       | -      |       | -      |       | -      |       | -      |       | -      |       | -      |       | 1,89   | 0     | -      |       |
|                     | RWF                                               | - | | -      |       | -      |       | -      |       | -      |       | -      |       | -      |       | -      |       | -      |       | -      |       | -      |       | -      |       | 0,28   | 0     | -      |       |
|                     | Volksunie1 / VU2                                  | 6,551 | 2 | 8,301  | 2     | 8,962  | 3     | 9,422  | 3     | 5,942  | 2     | 7,792  | 3     | 6,392  | 2     | 6,672  | 2     | 5,052  | 2     | 4,312  | 1     | -      |       | -      |       | -      |       | -      |       |
|                     | BANAAN                                            | - | | -      |       | -      |       | -      |       | -      |       | -      |       | -      |       | -      |       | -      |       | 0,60   | 0     | -      |       | -      |       | -      |       | -      |       |
|                     | FDF1 / FDF-RW2 / FDF-PLDP3 / FDF-PPW4             | 15,401 | 5 | 28,072 | 10    | 31,903 | 12    | 27,712 | 11    | 27,961 | 11    | 17,392 | 6     | 8,291  | 3     | 8,181  | 2     | 8,964  | 3     | -      |       | -      |       | -      |       | -      |       | -      |       |
|                     | UDRT-RAD                                          | - | | -      |       | -      |       | -      |       | 2,33   | 1     | 6,97   | 3     | 3,89   | 1     | -      |       | 0,21   | 0     | -      |       | -      |       | -      |       | -      |       | -      |       |
|                     | SAP1 / REGEBO2                                    | - | | -      |       | -      |       | -      |       | -      |       | -      |       | 0,131  | 0     | 0,461  | 0     | 0,142  | 0     | -      |       | -      |       | -      |       | -      |       | -      |       |
|                     | ROSSEM                                            | - | | -      |       | -      |       | -      |       | -      |       | -      |       | -      |       | -      |       | 2,27   | 1     | -      |       | -      |       | -      |       | -      |       | -      |       |
|                     | ECOLOG                                            | - | | -      |       | -      |       | 1,00   | 0     | 1,01   | 0     | -      |       | -      |       | -      |       | -      |       | -      |       | -      |       | -      |       | -      |       | -      |       |
|                     | PLP                                               | - | | -      |       | 2,54   | 0     | -      |       | -      |       | -      |       | -      |       | -      |       | -      |       | -      |       | -      |       | -      |       | -      |       | -      |       |
|                     | PLP(Brux)                                         | - | | 8,23   | 3     | -      |       | -      |       | -      |       | -      |       | -      |       | -      |       | -      |       | -      |       | -      |       | -      |       | -      |       | -      |       |
|                     | LOB-LIB                                           | - | | 2,23   | 0     | -      |       | -      |       | -      |       | -      |       | -      |       | -      |       | -      |       | -      |       | -      |       | -      |       | -      |       | -      |       |
|                     | Anderen(*)                                        | 0,80 | | 0,18   |       | 1,05   |       | 1,18   | 0     | 1,09   |       | 3,61   |       | 2,46   |       | 1,12   |       | 0,85   |       | 1,53   |       | 0,86   | 0     | 0,20   |       | 1,27   |       | -      |       |
| Opkomst             | Opkomst                                           | 89,17 | 89,17 | 90,72  | 90,72 | 88,79  | 88,79 | 92,87  | 92,87 | 92,57  | 92,57 | 91,93  | 91,93 | 90,27  | 90,27 | 89,82  | 89,82 | 88,72  | 88,72 | 86,58  | 86,58 | 86,04  | 86,04 | 87,51  | 87,51 | 87,21  | 87,21 | 85,73  | 85,73 |
| Blanco/ongeldig     | Blanco/ongeldig                                   | 5,98 | 5,98 | 7,88   | 7,88  | 8,19   | 8,19  | 7,03   | 7,03  | 7,76   | 7,76  | 7,06   | 7,06  | 7,79   | 7,79  | 7,00   | 7,00  | 6,88   | 6,88  | 7,51   | 7,51  | 5,27   | 5,27  | 4,11   | 4,11  | 4,30   | 4,30  | 4,25   | 4,25  |

 (*)1968: Kom(pek) (0,33%), ULS (0,32%), Onaf.soc (0,15%) / 1971: P.francoph (0,18%) / 1974: VFP-PFU (0,6%), Rex Fr. (0,34%), PRS (0,11%) / 1977: Lrt-ral (0,33%), FFF (0,25%), PFU (0,18%), CPC/URB (0,17%), UB (0,13%), FNP (0,12%) / 1978: PFU (0,2%), ECOPOL (0,47%), PNB-BNP (0,42%) / 1981: PFU (0,1%), Ecolo-j (0,84%), FNK (0,6%), DD (0,41%), ECOLOS (0,39%), UNF (0,34%), Blanco. (0,32%), Eco-bxl (0,32%), Lrt-pls (0,18%), PNB-BNP (0,11%) / 1985: PFU (0,15%), FORCES (0,73%), SeP (0,59%), UND (0,58%), PLC (0,29%), PW (0,12%) / 1987: PFU (0,12%), PLC (0,37%), PFN/PCN (0,53%), RW (0,10%) / 1991: PFN/PCN (0,11%), B.E.B. (0,6%), D.V.A. (0,14%) / 1995: B.E.B. (0,39%), JEUNES (0,7%), UNIE (0,44%) / 1999: FNB (0,86%) / 2003: FNB (0,2%) / 2007: FDB (0,11%), CAP (0,21%), Vélorution (0,17%), PJM (0,51%), TREFLE (0,11%), FNB (0,16%) / 

#### Verkozenen voor de periode 17 februari 1946 tot 7 november 1971

##### Verkozenen1965
- Paul-Henri Spaak (PSB-BSP)
- Joseph Bracops (PSB-BSP)
- Guy Cudell (PSB-BSP)
- Frans Gelders (PSB-BSP)
- Hendrik Fayat (PSB-BSP)
- Hervé Brouhon (PSB-BSP)
- Victor Larock (PSB-BSP)
- Lucien Radoux (PSB-BSP)
- Marc-Antoine Pierson (PSB-BSP)
- Paul Vanden Boeynants (PSC-CVP)
- Marguerite De Riemaecker-Legot (PSC-CVP)

- Raymond Scheyven (PSC-CVP)
- Arthur Gilson (PSC-CVP)
- Renaat Van Elslande (PSC-CVP)
- Antoine Saintraint (PSC-CVP)
- André Saint-Rémy (PSC-CVP)
- Leo Lindemans (PSC-CVP)
- Jacques Van Offelen (PVV-PLP)
- Georges Mundeleer (PVV-PLP)
- Marcel Piron (PVV-PLP)
- August De Winter (PVV-PLP)
- Jean-Marie Evrard (PVV-PLP)

- Paul Delforge (PVV-PLP)
- Roland Gillet (PVV-PLP)
- Louis Cantillon (PVV-PLP)
- Désiré Mergam (PVV-PLP)
- Albert Demuyter (PVV-PLP)
- Alexandre Corbeau (PVV-PLP)
- Léon Defosset (FDF)
- Victor Laloux (FDF)
- Jean Boon (FDF)
- Vic Anciaux (VU)
- Pierre Le Grève (UGS)

Vervangers:
- Paul-Henri Boon werd opgevolgd door Jeanne Vanderveken-Van De Plas (PSB-BSP)
- Joseph Bracops werd opgevolgd door Henri Simonet (PSB-PSB)

##### Verkozenen1968
- Gaston Moulin (KPB-PCB)
- Henri Simonet (PSB-BSP)
- Guy Cudell (PSB-BSP)
- Victor Larock (PSB-BSP)
- Hervé Brouhon (PSB-BSP)
- Lucien Radoux (PSB-BSP)
- Frans Gelders (Rode Leeuwen)
- Hendrik Fayat (Rode Leeuwen)
- Paul Vanden Boeynants (PSC-CVP)
- Marguerite De Riemaecker-Legot (VDB-CVP)
- Raymond Scheyven (VDB-CVP)

- Renaat Van Elslande (VDB-CVP)
- André Saint-Rémy (VDB-CVP)
- Leo Tindemans (VDB-CVP)
- Jos Chabert (VDB-CVP)
- Paul De Keersmaeker (VDB-CVP)
- Leo Vanackere (VDB-CVP)
- François Persoons (PSC)
- Jacques Van Offelen (PVV-PLP)
- August De Winter (PVV-PLP)
- Georges Mundeleer (PVV-PLP)
- Marcel Piron (PVV-PLP)

- Roland Gillet (PVV-PLP)
- Paul Delforge (PVV-PLP)
- Louis Cantillon (PVV-PLP)
- Alexandre Corbeau (PVV-PLP)
- Léon Defosset (FDF)
- Lucien Outers (FDF)
- Jean Boon (FDF)
- Victor Laloux (FDF)
- Pierre Havelange (FDF)
- Vic Anciaux (VU)
- Eugeen De Facq (VU)

Vervangers:
- Gaston Moulin werd opgevolgd door Louis Van Geyt (KPB-PCB)
- Leo Vanackere werd opgevolgd door Jean-Charles Snoy et d'Oppuers (VDB-CVP)

#### Verkozenen voor de periode 7 november 1971 tot 8 november 1981

##### Verkozenen1971
- Louis Van Geyt (KPB-PCB)
- Henri Simonet (PSB-BSP)
- Guy Cudell (PSB-BSP)
- Hervé Brouhon (PSB-BSP)
- Lucien Radoux (PSB-BSP)
- André Degroeve (PSB-BSP)
- Frans Gelders (Rode Leeuwen)
- Paul Vanden Boeynants (PSC-CVP)
- Renaat Van Elslande (PSC-CVP)
- José Desmarets (PSC-CVP)
- Jos Chabert (PSC-CVP)

- Henri-François Van Aal (PSC-CVP)
- Paul De Keersmaeker (PSC-CVP)
- André Saint-Rémy (PSC-CVP)
- Paul De Kerpel (PSC-CVP)
- Achille Diegenant (PSC-CVP)
- Jacques Van Offelen (PLP)
- Roland Gillet (PLP)
- Marcel Piron (PLP)
- Paul Delforge (PVV-PLP)
- August De Winter (PVV-PLP)
- Léon Defosset (FDF)

- Lucien Outers (FDF)
- Jean Boon (FDF)
- François Persoons (FDF)
- Pierre Havelange (FDF)
- Roger Nols (FDF)
- Victor Laloux (FDF)
- Gaston Moulin (FDF)
- Marcel Payfa (FDF)
- Georges Clerfayt (FDF)
- Vic Anciaux (VU)
- Eugeen De Facq (VU)

Vervanger:
- Henri Simonet werd opgevolgd door Jozef Ghyssels (PSB-BSP)

##### Verkozenen1974
- Louis Van Geyt (KPB-PCB)
- Guy Cudell (PSB)
- Hervé Brouhon (PSB)
- Lucien Radoux (PSB)
- André Degroeve (PSB)
- Guillaume Cumps (PSB)
- Armand Moock (PSB)
- Roger De Wulf (Rode Leeuwen)
- Renaat Van Elslande (CVP)
- Rika Steyaert (CVP)
- Paul De Keersmaeker (CVP)
- Achille Diegenant (CVP)

- Paul De Kerpel (CVP)
- Paul Vanden Boeynants (PSC)
- José Desmarets (PSC)
- Henri-François Van Aal (PSC)
- Richard Beauthier (PSC)
- August De Winter (PVV)
- Louis Cantillon (PVV)
- Georges Mundeleer (PLDP[15])
- Roland Gillet (PLDP)
- Jacques Van Offelen (PLDP)
- Léon Defosset (FDF)

- Lucien Outers (FDF)
- François Persoons (FDF)
- Roger Nols (FDF)
- Antoinette Spaak (FDF)
- Pierre Havelange (FDF)
- Georges Clerfayt (FDF)
- Lucienne Mathieu-Mohin (FDF)
- Constant Verhasselt (FDF)
- Vic Anciaux (VU)
- Jef Valkeniers (VU)
- Paul Peeters (VU)

Vervanger:
- Guillaume Cumps werd opgevolgd door Henri Simonet (PSB)

##### Verkozenen1977
- Louis Van Geyt (KPB-PCB)
- Henri Simonet (PSB)
- Hervé Brouhon (PSB)
- Armand Moock (PSB)
- André Degroeve (PSB)
- François Guillaume (PSB)
- Roger De Wulf (BSP)
- Renaat Van Elslande (CVP)
- Rika Steyaert (CVP)
- Paul De Keersmaeker (CVP)
- Achille Diegenant (CVP)
- Paul De Kerpel (CVP)

- Hugo Weckx (CVP)
- Paul Vanden Boeynants (PSC)
- José Desmarets (PSC)
- Henri-François Van Aal (PSC)
- Richard Beauthier (PSC)
- August De Winter (PVV)
- Louis De Grève (PVV)
- Georges Mundeleer (PL)
- Basile-Jean Risopoulos (PL)
- Antoinette Spaak (FDF)
- Léon Defosset (FDF)

- Roger Nols (FDF)
- Georges Désir (FDF)
- Georges Clerfayt (FDF)
- Pierre Havelange (FDF)
- François Persoons (FDF)
- Luc Bernard (FDF)
- Marion Banneux (FDF)
- Guy Brasseur (FDF)
- Vic Anciaux (VU)
- Jef Valkeniers (VU)
- Paul Peeters (VU)

##### Verkozenen1978
- Louis Van Geyt (KPB-PCB)
- Henri Simonet (PS)
- Hervé Brouhon (PS)
- Armand Moock (PS)
- André Degroeve (PS)
- Roger De Wulf (BSP)
- Victor Vanderheyden (BSP)
- Paul Vanden Boeynants (PSC)
- Jean-Louis Thys (PSC)
- José Desmarets (PSC)
- Fernand Herman (PSC)
- Rika Steyaert (CVP)

- Renaat Van Elslande (CVP)
- Paul De Keersmaeker (CVP)
- Achille Diegenant (CVP)
- Georges Cardoen (CVP)
- Hugo Weckx (CVP)
- August De Winter (PVV)
- Louis De Grève (PVV)
- Georges Mundeleer (PL)
- Antoinette Spaak (FDF)
- Léon Defosset (FDF)
- Roger Nols (FDF)

- Lucien Outers (FDF)
- Georges Clerfayt (FDF)
- Basile-Jean Risopoulos (FDF)
- Pierre Havelange (FDF)
- François Persoons (FDF)
- Luc Bernard (FDF)
- Marion Banneux (FDF)
- Guy Brasseur (FDF)
- Vic Anciaux (VU)
- Jef Valkeniers (VU)
- Robert Hendrick (UDTR-RAD)

Vervangers:
- Fernand Herman werd opgevolgd door Charles Van de Put (PSC)
- Pierre Havelange werd opgevolgd door Michel Parent (FDF)
- François Persoons werd opgevolgd door Didier Van Eyll (FDF)

#### Verkozenen voor de periode 8 november 1981 tot 18 mei 2003

##### Verkozenen1981
- Henri Simonet (PS)
- Philippe Moureaux (PS)
- François Guillaume (PS)
- Hervé Brouhon (PS)
- Roger De Wulf (SP)
- Victor Vanderheyden (SP)
- Olivier Deleuze (Ecolo)
- Paul Vanden Boeynants (PSC)
- José Desmarets (PSC)
- Jean-Louis Thys (PSC)
- Rika Steyaert (CVP)
- Paul De Keersmaeker (CVP)

- Achille Diegenant (CVP)
- Georges Cardoen (CVP)
- August De Winter (PVV)
- Louis De Grève (PVV)
- Annemie Neyts (PVV)
- Robert Henrion (PRL)
- Georges Mundeleer (PRL)
- Edouard Klein (PRL)
- Omer Huylebrouck (PRL)
- Armand De Decker (PRL)
- Antoinette Spaak (FDF)

- Léon Defosset (FDF)
- Roger Nols (FDF)
- Lucien Outers (FDF)
- Georges Clerfayt (FDF)
- Basile-Jean Risopoulos (FDF)
- Vic Anciaux (VU)
- Jef Valkeniers (VU)
- Daan Vervaet (VU)
- Robert Hendrick (UDTR-RAD)
- Thomas Delahaye (UDTR-RAD)
- Pascal Deroubaix (UDTR-RAD)

Vervangers:
- Herni Simonet werd opgevolgd door Edgard D'Hose (PS)
- August De Winter werd opgevolgd door Willy Cortois (PVV)
- Louis De Grève werd opgevolgd door Dieudonné Horlait (PVV)

##### Verkozenen1985
- Philippe Moureaux (PS)
- Léon Defosset (PS)
- André Degroeve (PS)
- Eric Tomas (PS)
- Karel Van Miert (SP)
- Edgard Coppens (SP)
- Victor Vanderheyden (SP)
- Olivier Deleuze (Ecolo)
- Xavier Winkel (Ecolo)
- Cécile Goor (PSC)
- Jean-Louis Thys (PSC)

- Paul De Keersmaeker (CVP)
- Rika Steyaert (CVP)
- Eric Van Rompuy (CVP)
- Achille Diegenant (CVP)
- Félicien Bosmans (CVP)
- Jozef Depré (CVP)
- Henri Simonet (PRL)
- Roger Nols (PRL)
- François-Xavier de Donnea (PRL)
- Georges Mundeleer (PRL)
- Edouard Klein (PRL)

- Armand De Decker (PRL)
- Jacques Pivin (PRL)
- Francis Vermeiren (PVV)
- Annemie Neyts (PVV)
- Willy Cortois (PVV)
- Vic Anciaux (VU)
- Paul Peeters (VU)
- Antoinette Spaak (FDF)
- Georges Désir (FDF)
- Georges Clerfayt (FDF)
- Robert Hendrick (UDTR-RAD)

Vervangers:
- Roger Nols werd opgevolgd door Willem Draps (PRL)
- Olivier Deleuze werd opgevolgd door Jacques Preumont (Ecolo)
- Jacques Preumont werd opgevolgd door Henri Simons (Ecolo)

##### Verkozenen1987
- Léon Defosset (PS)
- André Degroeve (PS)
- Sébastien De Raet (PS)
- Philippe Moureaux (PS)
- Charles Picqué (PS)
- Eric Tomas (PS)
- Edgard Coppens (SP)
- Victor Vanderheyden (SP)
- Karel Van Miert (SP)
- Henri Simons (Ecolo)
- Xavier Winkel (Ecolo)

- Wilfried De Vlieghere (Agalev)
- Jean-Louis Thys (PSC)
- Robert Hendrick (PSC)
- Félicien Bosmans (CVP)
- Jean-Luc Dehaene (CVP)
- Paul De Keersmaeker (CVP)
- Eric Van Rompuy (CVP)
- Hugo Weckx (CVP)
- Willy Cortois (PVV)
- Annemie Neyts (PVV)
- Francis Vermeiren (PVV)

- Armand De Decker (PRL)
- François-Xavier de Donnea (PRL)
- Willem Draps (PRL)
- Edouard Klein (PRL)
- Georges Mundeleer (PRL)
- Roger Nols (PRL)
- Jacques Pivin (PRL)
- Georges Clerfayt (FDF-PPW)
- Antoinette Spaak (FDF-PPW)
- Vic Anciaux (VU)
- Daan Vervaet (VU)

Vervangers:
| - André Degroeve werd opgevolgd door Yvan Mayeur (PS) - Charles Picqué werd opgevolgd door Viviane Jacobs (PS) - Edgard Coppens werd opgevolgd door Fred Dielens (SP) | - Karel Van Miert werd opgevolgd door Leo Peeters (SP) - François-Xavier de Donnea werd opgevolgd door Eric van Weddingen (PRL) - Daan Vervaet werd opgevolgd door Etienne Van Vaerenbergh (VU) |

##### Verkozenen1991
- Magda De Galan (PS)
- Yvan Mayeur (PS)
- Philippe Moureaux (PS)
- Eric Tomas (PS)
- Leo Peeters (SP)
- Fred Dielens (SP)
- Henri Simons (Ecolo)
- Xavier Winkel (Ecolo)
- Wilfried De Vlieghere (Agalev)
- Nathalie de T'Serclaes (PSC)
- Jean-Louis Thys (PSC)

- Jean-Luc Dehaene (CVP)
- Paul De Keersmaeker (CVP)
- Eric Van Rompuy (CVP)
- Hugo Weckx (CVP)
- Willy Cortois (PVV)
- Annemie Neyts (PVV)
- Stefaan Platteau (PVV)
- Armand De Decker (PRL)
- Roger Nols (PRL)
- Jacques Pivin (PRL)
- Henri Simonet (PRL)

- Marie-Laure Stengers (PRL)
- Jean-Pierre de Clippele (PRL)
- Jan Decorte (ROSSEM)
- Georges Clerfayt (FDF-PPW)
- Olivier Maingain (FDF-PPW)
- Antoinette Spaak (FDF-PPW)
- Vic Anciaux (VU)
- Etienne Van Vaerenbergh (VU)
- Georges Matagne (FN)
- Filip De Man (Vl. Blok)
- Joris Van Hauthem (Vl. Blok)

Vervangers:
| - Annemie Neyts werd opgevolgd door Marcel Seghers (PVV) - Henri Simonet werd opgevolgd door Jacques Simonet (PRL) - Roger Nols werd opgevolgd door Willem Draps (PRL) - Jean-Louis Thys werd opgevolgd door Denis Grimberghs (PSC) | - Henri Simons werd opgevolgd door François Saussus (Ecolo) - Willy Winkel werd opgevolgd door Vincent Decroly (Ecolo) - Antoinette Spaak werd opgevolgd door Martine Payfa (FDF) |

##### Verkozenen1995
- Magda De Galan (PS)
- Serge Moureaux (PS)
- Robert Delathouwer (SP)
- Hans Bonte (SP)
- Vincent Decroly (Ecolo)
- Olivier Deleuze (Ecolo)
- Lode Vanoost (Agalev)
- Nathalie de T'Serclaes (PSC)

- Simonne Creyf (CVP)
- Dirk Pieters (CVP)
- Herman Van Rompuy (CVP)
- Willy Cortois (VLD)
- Jef Valkeniers (VLD)
- François-Xavier de Donnea (PRL)
- Jacques Simonet (PRL)

- Jacques Vandenhaute (PRL)
- Olivier Maingain (FDF)
- Georges Clerfayt (FDF)
- Annemie Van de Casteele (VU)
- Marguerite Bastien (FN)
- Filip De Man (Vl. Blok)
- Bart Laeremans (Vl. Blok)

Vervangers:
| - Herman Van Rompuy werd opgevolgd door Jan Van Erps (CVP) - Magda De Galan werd opgevolgd door Michel Moock (PS) | - Nathalie de T'Serclaes werd opgevolgd door André du Bus de Warnaffe (PSC) - Vincent Decroly werd opgevolgd door Mylène Nys (Ecolo) |

##### Verkozenen1999
- Yvan Mayeur (PS)
- Charles Picqué (PS)
- Hans Bonte (SP)
- Marie-Thérèse Coenen (Ecolo)
- Vincent Decroly (Ecolo)
- Olivier Deleuze (Ecolo)
- Lode Vanoost (Agalev)
- Joëlle Milquet (PSC)

- Herman Van Rompuy (CVP)
- Dirk Pieters (CVP)
- Simonne Creyf (CVP)
- Jacques Simonet (PRL)
- François-Xavier de Donnea (PRL)
- Corinne De Permentier (PRL)
- Olivier Maingain (FDF)

- Georges Clerfayt (FDF)
- Willy Cortois (VLD)
- Maggie De Block (VLD)
- Jef Valkeniers (VLD)
- Annemie Van de Casteele (VU-ID)
- Filip De Man (Vl. Blok)
- Bart Laeremans (Vl. Blok)

Vervangers:
| - Charles Picqué werd opgevolgd door Karine Lalieux (PS) - François-Xavier de Donnea werd opgevolgd door Eric van Weddingen (PRL) - Corinne De Permentier werd opgevolgd door Claude Desmedt (PRL) - Claude Desmedt werd opgevolgd door Corinne De Permentier (PRL) | - Jacques Simonet werd opgevolgd door Eric van Weddingen (PRL) - Eric van Weddingen werd opgevolgd door Jacques Simonet (PRL) - Olivier Deleuze werd opgevolgd door Zoé Genot (Ecolo) |

#### Verkozenen voor de periode 18 mei 2003 tot 25 mei 2014

##### Verkozenen2003
- Mohammed Boukourna (PS)
- Karine Lalieux (PS)
- Charles Picqué (PS)
- Laurette Onkelinx (PS)
- Frank Vandenbroucke (sp.a)
- Bert Anciaux (spirit)
- Olivier Deleuze (Ecolo)
- Marie Nagy (Ecolo)

- Simonne Creyf (CD&V)
- Herman Van Rompuy (CD&V)
- Joëlle Milquet (cdH)
- François-Xavier de Donnea (MR)
- Corinne De Permentier (MR)
- Daniel Ducarme (MR)
- Jacques Simonet (MR)

- Martine Payfa (FDF)
- Olivier Maingain (FDF)
- Willy Cortois (VLD)
- Maggie De Block (VLD)
- Annemie Neyts (VLD)
- Filip De Man (Vl. Blok)
- Bart Laeremans (Vl. Blok)

Vervangers:
| - Charles Picqué werd opgevolgd door Talbia Belhouari (PS) - Laurette Onkelinx werd opgevolgd door Yvan Mayeur (PS) - Annemie Neyts werd opgevolgd door Luk Van Biesen (VLD) - Daniel Decarme werd opgevolgd door Eric Libert (MR) - Eric Libert werd opgevolgd door Daniel Ducarme (MR) | - Jacques Simonet werd opgevolgd door Alain Courtois (MR) - Martine Payfa werd opgevolgd door Eric Libert (MR) - Bert Anciaux werd opgevolgd door Walter Muls (spirit) - Frank Vandenbroucke werd opgevolgd door Hans Bonte (sp.a) - Olivier Deleuze werd opgevolgd door Zoé Genot (Ecolo) |

##### Verkozenen2007
- Olivier Maingain (FDF, 45.439)
- Laurette Onkelinx (PS, 33.549)
- Joëlle Milquet (cdH, 33.043)
- Herman Van Rompuy (CD&V, 31.403)
- Michel Doomst (CD&V, 28.415)
- Charles Picqué (PS, 22.682)
- François-Xavier de Donnea (MR, 21.394)
- Filip De Man (Vl. Belang, 21.313)

- Corinne De Permentier (MR, 20.205)
- Bernard Clerfayt (FDF, 19.813)
- Florence Reuter (MR, 19.219)
- Zoé Genot (Ecolo, 17.084)
- Sonja Becq (CD&V, 14.655)
- Maggie De Block (Open Vld, 14.486)
- Benoît Cerexhe (cdH, 12.331)

- Daniel Ducarme (MR, 9.868)
- Yvan Mayeur (PS, 8.764)
- Hans Bonte (sp.a, 7.140)
- Greet Van Linter (Vl. Belang, 5.630)
- Tinne Van der Straeten (Groen!, 4.898)
- Luk Van Biesen (Open Vld, 4.827)
- Fouad Lahssaini (Ecolo, 4.555)

Vervangers:
| - Charles Picqué werd opgevolgd door Karine Lalieux (PS, 6.909) - Florence Reuter werd opgevolgd door Eric Libert (FDF, 6.574) - Benoît Cerexhe werd opgevolgd door Clotilde Nyssens (cdH, 6.230) - Greet Van Linter werd opgevolgd door Bart Laeremans (Vl. Belang, 5.488) | - Herman Van Rompuy werd opgevolgd door Ben Weyts (N-VA, 4.518) - Laurette Onkelinx werd opgevolgd door Jean Cornil (PS, 4.211) - Bernard Clerfayt werd opgevolgd door Xavier Baeselen (MR, 3.534) - Joëlle Milquet werd opgevolgd door Georges Dallemagne (cdH, 3.449) |

##### Verkozenen2010
- Olivier Maingain (FDF, 62.988)
- Laurette Onkelinx (PS, 40.621)
- Joëlle Milquet (cdH, 33.097)
- Charles Picqué (PS, 27.127)
- Guy Vanhengel (Open Vld, 20.524)
- Ben Weyts (N-VA, 18.778)
- Steven Vanackere (CD&V, 18.695)
- Damien Thiéry (FDF, 16.790)

- Bernard Clerfayt (FDF, 16.483)
- François-Xavier de Donnea (MR, 15.882)
- Fadila Laanan (PS, 15.222)
- Olivier Deleuze (Ecolo, 14.617)
- Corinne De Permentier (MR, 14.000)
- Filip De Man (Vl. Belang, 11.870)
- Yvan Mayeur (PS, 9.965)

- Benoît Cerexhe (cdH, 9.871)
- Zoé Genot (Ecolo, 9.500)
- Nadia Sminate (N-VA, 8.884)
- Sonja Becq (CD&V, 8.661)
- Maggie De Block (Open Vld, 8.040)
- Kristien Van Vaerenbergh (N-VA, 7.835)
- Hans Bonte (sp.a, 7.069)

Vervangers:
| - Michel Doomst werd opgevolgd door Steven Vanackere (CD&V, 18.695) - Fadila Laanan werd opgevolgd door Karine Lalieux (PS, 8.911) - Steven Vanackere werd opgevolgd door Michel Doomst (CD&V, 7.011) - Charles Picque werd opgevolgd door Rachid Madrane (PS, 6.318) - Rachid Mandrane werd opgevolgd door Mohammed Jabour (PS, 6.242) - Benoît Cerexhe werd opgevolgd door Myriam Delacroix-Rolin (cdH, 5.718) - Maggie De Block werd opgevolgd door Luk Van Biesen (Open Vld, 4.365) | - Joëlle Milquet werd opgevolgd door Georges Dallemagne (cdH, 4.039) - Myriam Delacroix-Rolin werd opgevolgd door Georges Dallemagne (cdH, 4.039) - Georges Dallemagne werd opgevolgd door Jeanne Nyanga-Lumbala (cdH, 3.483) - Olivier Deleuze werd opgevolgd door Fouad Lahssaini (Ecolo, 3.475) - Laurette Onkelinx werd opgevolgd door Isabelle Emmery (PS, 3.305) - Guy Vanhengel werd opgevolgd door Lieve Wierinck (Open Vld, 1.703) |

### Voetnoten
1. ↑  (nl) Wat u moet weten over Brussel-Halle-Vilvoorde. Een institutioneel buitenbeentje in 10 vragen en antwoorden, De Standaard, 20/04/2004
2. 1 2  Ivan De Vadder, "Het DNA van de macht - belevenissen van een Wetstraatjournalist," Van Halewyck 2007.
3. ↑  Wetsvoorstel van 21 november 1961 Kamer van volksvertegenwoordigers, zitting 1961–1962, stuk 204.. Gearchiveerd op 15 januari 2011.
4. ↑  Advies van de Raad van State, Nrs. 37.735/AV en 37.736/AV. www.dekamer.be.
5. ↑  Horizontale splitsing BHV ongrondwettig. Halle-Vilvoorde Komitee. Gearchiveerd op 27 september 2007.
6. ↑  Grondwettelijk Hof (toen nog Arbitragehof). Arrest nr. 73/2003 van 26 mei 2003. Gearchiveerd op 14 augustus 2022.
7. ↑  "Verkiezingen 2009 ongrondwettelijk zonder oplossing BHV", De Morgen, 13 november 2007.
8. ↑  "Zonder oplossing BHV geen grondwettelijke verkiezingen]", De Standaard, 13 november 2007.
9. ↑  Verkiezingen op 10 juni volgens huidige kieswet zijn ongrondwettig. inflandersfields.eu.
10. ↑  "Hoe gaan de onderhandelaars BHV splitsen", vrtnws.be.
11. ↑  "Kieskring BHV na vijftig jaar eindelijk gesplitst", Knack.
12. ↑  Belgische verkiezingsuitslagen (1968 tot 2003). FOD Binnenlandse Zaken, België. Gearchiveerd op 10 januari 2022. Geraadpleegd op zaterdag 1 maart 2025.
13. ↑  Federale Verkiezingen 2007. .be België, Federale Portalsite. Geraadpleegd op zaterdag 1 maart 2025.
14. ↑  Kamer van volksvertegenwoordigers, Officiële uitslagen Parlementsverkiezingen van 13 juni 2010. FOD Binnenlandse Zaken, België. Gearchiveerd op 2 maart 2016. Geraadpleegd op zaterdag 1 maart 2025.
15. ↑  PLDP. www.revuenouvelle.be (17 december 2015).